# Capitoli di One-Punch Man

Copertina del primo volume dell'edizione italiana, raffigurante il protagonista Saitama

Questa è la lista dei capitoli di One-Punch Man, manga scritto da One e disegnato da Yūsuke Murata. A partire dal 14 giugno 2012 la serie è stata serializzata sulla rivista online Weekly Young Jump con cadenza quindicinale e con i capitoli raccolti in tankōbon dal 4 dicembre 2012 ed è tuttora in corso di pubblicazione.
In Italia il manga è stato annunciato dalla Panini Comics per Planet Manga al Lucca Comics & Games 2015. Il primo volume è stato pubblicato il 14 aprile 2016.

## Volumi 1-10
| Nº | Titolo italiano Giapponese 「Kanji」 - Rōmaji | Data di prima pubblicazione             | Data di prima pubblicazione                                                               |
| Nº | Titolo italiano Giapponese 「Kanji」 - Rōmaji | Giapponese                              | Italiano                                                                                  |
| 1  | Un pugno 「一撃」 - Ichigeki | 4 dicembre 2012 ISBN 978-4-08-870701-3  | 14 aprile 2016 ISBN 978-88-912-6228-8 (ed. regolare) ISBN 978-88-912-6163-2 (ed. variant) |
| 1  | Capitoli - Pugno 1 - Un pugno (一撃?, Ichigeki) - Pugno 2 - Il granchio e la ricerca di lavoro (蟹と就活?, Kani to shūkatsu) - Pugno 3 - Il disastro ambulante (災害存在?, Saigai sonzai) - Pugno 4 - Gli uomini dell'oscuro sottosuolo (闇の地底人?, Yami no chisokojin) - Pugno 5 - Esplosione di prurito (かゆさ爆発?, Kayusa bakuhatsu) - Pugno 6 - Saitama (サイタマ?, Saitama) - Pugno 7 - L'attacco misterioso (謎の襲撃?, Nazo no shūgeki) - Pugno 8 - Questo qua? (それコイツ?, Sore koitsu) - Capitolo Extra - 200 yen (２００円?, 200 en)                                           |                                         |                                                                                           |
| 2  | Il segreto della forza 「強さの秘訣」 - Tsuyosa no Hiketsu | 12 dicembre 2012 ISBN 978-4-08-870702-0 | 12 maggio 2016 ISBN 978-88-912-6270-7                                                     |
| 2  | Capitoli - Pugno 9 - La Casa dell'evoluzione (進化の家?, Shinka no ie) - Pugno 10 - Arte moderna (近代アート?, Kindai Āto) - Pugno 11 - Il segreto della forza (強さの秘訣?, Tsuyosa no hiketsu) - Pugno 12 - Gli utopisti (新都団?, Shinto-dan) - Pugno 13 - Velocità (スピード?, Supīdo) - Pugno 14 - Non ti conosco (お前など知らん?, Omae nado shiran) - Pugno 15 - Divertimento e lavoro (趣味と仕事?, Shumi to shigoto) - Capitolo Extra - Perfezionarsi (じぶんみがき?, Jibun migaki)                                                                                                   |                                         |                                                                                           |
| 3  | Voci 「噂」 - Uwasa | 4 aprile 2013 ISBN 978-4-08-870724-2    | 16 giugno 2016 ISBN 978-88-912-6290-5                                                     |
| 3  | Capitoli - Pugno 16 - Promosso (合格しました?, Gōkaku shimashita) - Pugno 17 - Sparring (手合せ?, Teawase) - Pugno 18 - In azione (宮業活動?, Miyagyō katsudō) - Pugno 19 - Non è il momento per queste cose (それどころじゃない?, Sore dokoro janai) - Pugno 20 - Voci (噂?, Uwasa) - Capitolo Extra - Estate (夏?, Natsu) - Capitolo Extra - Soffia un nuovo vento (吹き込む新風?, Fukikomu shinpū) |                                         |                                                                                           |
| 4  | Il meteorite gigante 「巨大隕石」 - Kyodai Inseki | 2 agosto 2013 ISBN 978-4-08-870871-3    | 14 luglio 2016 ISBN 978-88-912-6316-2                                                     |
| 4  | Capitoli - Pugno 21 - Il meteorite gigante (巨大隕石?, Kyodai inseki) - Pugno 22 - Voce (声?, Koe) - Pugno 23 - Minaccia dal mare (海からの脅威?, Umi kara no kyōi) - Pugno 24 - Il Re degli abissi (深海王?, Shinkaiō) - Capitolo Extra - Pri-Pri-Prison (ぷりズン?, Purizon) |                                         |                                                                                           |
| 5  | Risplendere cadendo a pezzi 「ズタボロに輝く」 - Zutaboro ni Kagayaku | 4 dicembre 2013 ISBN 978-4-08-870871-3  | 11 agosto 2016 ISBN 978-88-912-6317-9                                                     |
| 5  | Capitoli - Pugno 25 - Il Re degli abissi 2 (深海王・２?, Shinkaiō 2) - Pugno 26 - Fragile speranza (不安定な希望?, Fuanteina kibō) - Pugno 27 - Risplendere cadendo a pezzi (ズタボロに輝く?, Zutaboro ni kagayaku) - Pugno 28 - Piove (雨降ってるから?, Ame futteru kara) - Pugno 29 - Classe B (B級?, Bī-kyū) - Capitolo Extra - Una cosa che non può essere comprata (賈えないモノ?, Kaenai mono) |                                         |                                                                                           |
| 6  | La grande profezia 「大予言」 - Daiyogen | 2 maggio 2014 ISBN 978-4-08-880128-5    | 27 ottobre 2016 ISBN 978-88-912-6318-6                                                    |
| 6  | Capitoli - Pugno 30 - Classe S (S級?, Esu-kyū) - Pugno 31 - La grande profezia (大予言?, Daiyogen) - Pugno 32 - Dallo spazio profondo (宇宙(そら)からの...?, Sora kara no...) - Pugno 33 - Gli uomini che non ascoltano (話を聞かない男たち?, Hanashi o kikanai otokotachi) - Pugno 34 - Sei proprio uno stupido (馬鹿かお前?, Bakaka omae) - Capitolo Extra - Salmone (鮭?, Shake) |                                         |                                                                                           |
| 7  | Il combattimento 「戦い」 - Tatakai | 4 dicembre 2014 ISBN 978-4-08-880262-6  | 26 gennaio 2017 ISBN 978-88-912-6387-2                                                    |
| 7  | Capitoli - Pugno 35 - Il combattimento (戦い?, Tatakai) - Pugno 36 - La vera forza di Boros (ボロスの本領?, Borosu no honryō) - Pugno 37 - La caduta (堕落?, Daraku) - Extra 1 - La grande ricostruzione (大工事?, Daikouji) - Extra 2 - I ricordi dell'allievo numero uno (一番弟子の回想?, Ichibandeshi no kaisou) - Extra 3 - Katsudon (カツ丼?, Katsudon) |                                         |                                                                                           |
| 8  | Quest'uomo 「あの人」 - Ano Hito | 3 aprile 2015 ISBN 978-4-08-880382-1    | 13 aprile 2017 ISBN 978-88-912-6442-8                                                     |
| 8  | Capitoli - Pugno 38 - King (キング?, Kingu) - Pugno 39 - Quest'uomo (あの人?, Ano hito) - Pugno 40 - Fuorilegge (アウトロー?, Autorō) - Capitolo Extra 1 - Il gattino scomparso (迷い猫?, Mayoi neko) - Capitolo Extra 2 - Gamberi (海老?, Ebi) |                                         |                                                                                           |
| 9  | Non sottovalutarmi! 「なめんな！」 - Namen Na! | 9 agosto 2015 ISBN 978-4-08-880530-6    | 13 luglio 2017 ISBN 978-88-912-6443-5                                                     |
| 9  | Capitoli - Pugno 41 - L'uomo che voleva diventare un essere misterioso (怪人になりたい男?, Kaijin ni naritai otoko) - Pugno 42 - Il Gruppo Blizzard (フブキ組?, Fubuki-gumi) - Pugno 43 - Non sottovalutarmi (なめんな！?, Namen na!) - Pugno 44 - Accelerazione (加速?, Kasoku) - Pugno 45 - Il nome da eroe (ヒーローネーム?, Hīrō Nēmu) - Pugno 46 - Caccia all'eroe (ヒーロー狩り?, Hiro kari) - Pugno 47 - Tecnica (技?, Waza) |                                         |                                                                                           |
| 10 | Gasatissimo 「気合い」 - Kiai | 4 dicembre 2015 ISBN 978-4-08-880577-1  | 15 dicembre 2017 ISBN 978-88-912-6444-2                                                   |
| 10 | Capitoli - Pugno 48 - Banane (バナナ?, Banana) - Pugno 49 - Tanto non ho niente da fare... (どうせ服だから?, Dōse fukudakara) - Pugno 50 - Abbassa la cresta! (調子に乗る！?, Chōshininoru!) - Pugno 51 - Copricapo (被り物?, Kaburimono) - Pugno 52 - Non rimetterlo a posto! (戻すな！?, Modosu na!) - Pugno 53 - Sala d'attesa (控え室?, Hikaeshitsu) - Pugno 54 - Millepiedi (百足?, Mukade) - Pugno 55 - Gasatissimo (気合い?, Kiai) - Extra 1 - Il giorno libero di Tornado (タツマキの休日?, Tatsumaki no kyūjitsu) - Extra 2 - Stile (センス?, Sensu) - Extra 3 - Numeri (数字?, Sūji) |                                         |                                                                                           |

## Volumi 11-20
| Nº | Titolo italiano Giapponese 「Kanji」 - Rōmaji | Data di prima pubblicazione            | Data di prima pubblicazione                                                                |
| Nº | Titolo italiano Giapponese 「Kanji」 - Rōmaji | Giapponese                             | Italiano                                                                                   |
| 11 | L'insetto gigantesco 「大怪蟲」 - Daikaichū | 3 giugno 2016 ISBN 978-4-08-880646-4   | 18 gennaio 2018 ISBN 978-88-912-6785-6                                                     |
| 11 | Capitoli - Pugno 56 - Testa a testa (真正面?, Masshōmen) - Pugno 57 - Intromissione (横槍?, Yokoyari) - Pugno 58 - L'insetto gigantesco (大怪蟲?, Daikaichū) - Pugno 59 - Solo tu (お前だけ?, Omaedake) - Pugno 60 - L'insetto (入場?, Nyūjō) - Pugno 61 - Outsider (ダークホース?, Dāku Hōsu) - Extra - I ranger (戦隊?, Sentai) |                                        |                                                                                            |
| 12 | I tizi forti 「強い奴ら」 - Tsuyoi Yatsura | 2 dicembre 2016 ISBN 978-4-08-880785-0 | 19 aprile 2018 ISBN 978-88-912-6786-3                                                      |
| 12 | Capitoli - Pugno 62 - La ragione che cerco (求める理由?, Motomeru riyū) - Pugno 63 - Incontro e combattimento (武合と戦闘?, Takegō to sentō) - Pugno 64 - Limite (限界?, Genkai) - Pugno 65 - Sorelle (姉妹?, Shimai) - Pugno 66 - I tizi forti (強い奴ら?, Tsuyoi yatsura) - Pugno 67 - Fuori dalla norma (規範外?, Kihangai) - Extra - Il giorno (feriale) libero di King (キングの休日のようで平日?, Kingu no kyūjitsu no yōde heijitsu) |                                        |                                                                                            |
| 13 | Cellule di essere misterioso 「怪人細胞」 - Kaijin Saibō | 4 aprile 2017 ISBN 978-4-08-881103-1   | 19 luglio 2018 ISBN 978-88-912-6787-0                                                      |
| 13 | Capitoli - Pugno 68 - Una grande forza (大戦力?, Daisenryoku) - Pugno 69 - Cellule di essere misterioso (怪人細胞?, Kaijin saibō) - Pugno 70 - Più è forte, più è divertente (強いよ楽しい?, Tsuyoi yo tanoshī) - Pugno 71 - Il significato di arti marziali...! (武術とは…!!?, Bujutsu to wa...!!) - Extra - La star (スター?, Sutā) |                                        |                                                                                            |
| 14 | Il limite della disperazione 「絶望の果て」 - Zetsubō no Hate | 4 agosto 2017 ISBN 978-4-08-881231-1   | 18 ottobre 2018 ISBN 978-88-912-6788-7                                                     |
| 14 | Capitoli - Pugno 72 - Trasformazione in essere misterioso (怪人化?, Kaijinka) - Pugno 73 - La resistenza di un tizio forte (強い奴の抵抗?, Tsuyoi yatsu no teikō) - Pugno 74 - Il limite della disperazione (絶望の果て?, Zetsubō no hate) - Pugno 75 - Contro la disperazione (反則?, Hansoku) |                                        |                                                                                            |
| 15 | Coloro che manovrano nell'ombra 「暗躍する者たち」 - Anyaku suru Monotachi | 4 dicembre 2017 ISBN 978-4-08-881431-5 | 24 gennaio 2019 ISBN 978-88-912-8685-7                                                     |
| 15 | Capitoli - Pugno 76 - Stasi e crescita (停滞と成長?, Teitai to seichō) - Pugno 77 - La solita noia (いつも通りの退屈?, Itsumodōri no Taikutsu) - Pugno 78 - Coloro che manovrano nell'ombra (暗躍する者たち?, Anyaku suru monotachi) - Pugno 79 - Tecnica infallibile (八メ技?, Hame-waza) - Pugno 80 - Accerchiato (包囲?, Hōi) - Extra 1 - Livello calamità (災害レベル?, Saigai Reberu) - Extra 2 - Testimone (目撃?, Mokugeki)          |                                        |                                                                                            |
| 16 | Dare tutto 「出し尽くす」 - Dashitukusu | 4 aprile 2018 ISBN 978-4-08-881451-3   | 2 maggio 2019 ISBN 978-88-912-8686-4                                                       |
| 16 | Capitoli - Pugno 81 - Testardaggine (意地?, Iji) - Pugno 82 - Dare tutto (出し尽くす?, Dashitukusu) - Pugno 83 - Una scalinata ripida (過酷な階段?, Kakokuna kaidan) - Pugno 84 - Escalation (エスカレーション?, Esukarēshon) - Extra - Processo di crescita (成長過程?, Seichō katei) |                                        |                                                                                            |
| 17 | È perché sono Mantello Pelato? 「ハゲマントだからか?」 - Hagemanto dakara ka? | 3 agosto 2018 ISBN 978-4-08-881556-5   | 11 luglio 2019 ISBN 978-88-912-8687-1                                                      |
| 17 | Capitoli - Pugno 85 - Potenza (パワー?, Pawā) - Pugno 86 - È perché sono Mantello Pelato? (ハゲマントだからか??, Hagemanto dakara ka?) - Pugno 87 - Nascondiglio (アジト?, Ajito) - Extra - Fiducia (自信?, Jishin) |                                        |                                                                                            |
| 18 | Limitatore 「リミッター」 - Rimitta | 4 dicembre 2018 ISBN 978-4-08-881690-6 | 10 ottobre 2019 ISBN 978-88-912-8688-8                                                     |
| 18 | Capitoli - Pugno 88 - Misteriosità (怪人性?, Kaijinsei) - Pugno 89 - Limitatore (リミッター?, Rimitta) - Pugno 90 - Nabe (鍋?, Nabe) |                                        |                                                                                            |
| 19 | La fine del cavolo cinese 「白菜消滅」 - Hakusai Shōmetsu | 4 aprile 2019 ISBN 978-4-08-881813-9   | 16 gennaio 2020 ISBN 978-88-912-9231-5 (ed. regolare) ISBN 978-88-912-9232-2 (ed. variant) |
| 19 | Capitoli - Pugno 91 - La fine del cavolo cinese (白菜消滅?, Hakusai shōmetsu) - Pugno 92 - Perché sono un essere misterioso (怪人だから?, Kaijin dakara) - Pugno 93 - Pochi (ポチ?, Pochi) - Pugno 94 - Tombino (マンホール?, Manhōru) - Extra - Pugno della realtà (現実パンチ?, Genjitsu Panchi) |                                        |                                                                                            |
| 20 | Si parte! 「行くぞ！」 - Ikuzo! | 4 luglio 2019 ISBN 978-4-08-881814-6   | 7 maggio 2020 ISBN 978-88-912-9233-9 (ed. regolare) ISBN 978-88-912-9418-0 (ed. variant)   |
| 20 | Capitoli - Pugno 95 - Si parte! (行くぞ！?, Ikuzo!) - Pugno 96 - Disperdetevi! (蹴散らせ！?, Ke chirase!) - Extra - Oggetti in possesso (所持アイテム?, Shoji Aitemu) |                                        |                                                                                            |

## Volumi 21-30
| Nº | Titolo italiano Giapponese 「Kanji」 - Rōmaji | Data di prima pubblicazione             | Data di prima pubblicazione                                                                  |
| Nº | Titolo italiano Giapponese 「Kanji」 - Rōmaji | Giapponese                              | Italiano                                                                                     |
| 21 | Istante 「一瞬」 - Isshun | 4 dicembre 2019 ISBN 978-4-08-881815-3  | 9 luglio 2020 ISBN 978-88-912-9234-6 (ed. regolare) ISBN 978-88-912-9474-6 (ed. variant)     |
| 21 | Capitoli - Pugno 97 - Qual è il tuo giudizio?! (判定は？?, Hantei wa?) - Pugno 98 - Un tizio rapido (速い奴?, Hayai yatsu) - Pugno 99 - Istante (一瞬?, Isshun) - Pugno 100 - Cartella (ランドセル?, Randoseru) - Pugno 101 - Lacrime di rabbia (悔し泣き?, Kuyashinaki) - Extra - Non posso aspettare (待ってられない?, Matte rarenai) |                                         |                                                                                              |
| 22 | Luce 「光」 - Hikari | 4 settembre 2020 ISBN 978-4-08-882292-1 | 11 febbraio 2021 ISBN 978-88-912-9235-3 (ed. regolare) ISBN 978-88-912-9761-7 (ed. variant)  |
| 22 | Capitoli - Pugno 102 - L'eroe ragazzino (少年ヒーロー?, Hītoappu) - Pugno 103 - Luce (光?, Hikari) - Pugno 104 - Immortale battaglia senza esclusione di colpi (不死身の泥仕合?, Fujimi no dorojiai) - Pugno 105 - Dolcetto Mask (アマイマスク?, Amaimasuku) - Pugno 106 - Qualcosa che non deve essere visto (見てはいけないもの?, Mitehaikenai mono) - Extra - Caffè (コーヒー?, Kōhī)                                                                                             |                                         |                                                                                              |
| 23 | Vero e falso 「真贋」 - Shingan | 4 gennaio 2021 ISBN 978-4-08-882455-0   | 29 luglio 2021 ISBN 978-88-287-6019-1 (ed. regolare) ISBN 978-88-287-6020-7 (ed. variant)    |
| 23 | Capitoli - Pugno 107 - Spalle (背中?, Senaka) - Pugno 108 - Vero e falso (真贋?, Shingan) - Pugno 109 - Il tizio spaventoso che si moltiplica (増えるヤバい奴?, Fueru yabai yatsu) - Pugno 110 - Love evolution (ラブエボリューション?, Rabu Eboryūshon) - Pugno 111 - Ingordo (食い意地?, Kuiiji) - Pugno 112 - Superlega Nerolucido (超合金クロビカリ?, Chōgōkin kurobikari) - Extra - Buon esempio (範?, Han)                                                                     |                                         |                                                                                              |
| 24 | Vittima sacrificale 「生贄」 - Ikenie | 3 dicembre 2021 ISBN 978-4-08-883002-5  | 2 giugno 2022 ISBN 978-88-287-6705-3 (ed. regolare) ISBN 978-88-287-6672-8 (ed. variant)     |
| 24 | Capitoli - Pugno 113 - Grande disgrazia (大凶?, Daikyō) - Pugno 114 - Un nemico fortissimo (強敵?, Kyōteki) - Pugno 115 - Vittima sacrificale (生贄?, Ikenie) - Pugno 116 - Fake (フェイク?, Feiku) - Pugno 117 - Rivincita (再戦?, Saisen) - Pugno 118 - Specchio (鏡?, Kagami) - Extra - Il più forte tra i normali (強ー般人?, Tsuyo hatsujin) |                                         |                                                                                              |
| 25 | Motile Suit 「駆動騎士」 - Kudō kishi | 2 maggio 2022 ISBN 978-4-08-883136-7    | 15 settembre 2022 ISBN 978-88-287-1850-5 (ed. regolare) ISBN 978-88-287-2126-0 (ed. variant) |
| 25 | Capitoli - Pugno 119 - Incontro casuale (遭遇?, Sōgū) - Pugno 120 - Divertimento (遊び?, Asobi) - Pugno 121 - Topi in trappola (窮鼠?, Kyūso) - Pugno 122 - Motile Suit (駆動騎士?, Kudō kishi) - Pugno 123 - Uno sguardo dietro le quinte (裏の気配?, Ura no kehai) - Pugno 124 - L'unica cosa necessaria è la forza (必要なのは強さだけ?, Hitsuyōna no wa tsuyosa dake) - Pugno 125 - Distrutto (壊れている?, Kowareteiru) - Extra - Nuca (後頭部?, Kōtōbu)                        |                                         |                                                                                              |
| 26 | Sconosciuto 「未知」 - Michi | 3 giugno 2022 ISBN 978-4-08-883137-4    | 2 febbraio 2023 ISBN 978-88-287-2953-2 (ed. regolare) ISBN 978-88-287-2954-9 (ed. variant)   |
| 26 | Capitoli - Pugno 126 - Sconosciuto (未知?, Michi) - Pugno 127 - Il gruppo Tempesta (新フブキ組?, Shin Fubuki gumi) - Pugno 128 - Seduto (おすわり?, Osuwari) - Pugno 129 - Psychos (サイコス?, Saikosu) - Pugno 130 - Giocare a fare l'essere misterioso (怪人ごっこ?, Kaijin-gokko) - Pugno 131 - Demoni uniti! (魔合体!?, Magattai!) - Extra - Grande promozione (大抜擢?, Dai batteki)                                                                                            |                                         |                                                                                              |
| 27 | Tornado al massimo 「タツマキ全開」 - Tatsumaki zenkai | 4 novembre 2022 ISBN 978-4-08-883336-1  | 25 maggio 2023 ISBN 978-88-287-5046-8 (ed. regolare) ISBN 978-88-287-5011-6 (ed. variant)    |
| 27 | Capitoli - Pugno 132 - Invasione (侵蝕?, Shinshoku) - Pugno 133 - Capovolgimento (ひっくり返す!?, Hikkurikaesu!) - Pugno 134 - Tornado al massimo (タツマキ全開?, Tatsumaki zenkai) - Pugno 135 - Non mi batterai! (負けない!?, Makenai!) - Pugno 136 - Qualcosa di immenso (大いなる何か?, Ōinaru nanika) - Pugno 137 - Intelligenza definitiva (究極の叡智?, Kyūkyoku no eichi) |                                         |                                                                                              |
| 28 | Verso l'abisso 「深淵へ」 - Shin'en e | 2 giugno 2023 ISBN 978-4-08-883586-0    | 9 novembre 2023 ISBN 978-88-287-7516-4 (ed. regolare) ISBN 978-88-287-7170-8 (ed. variant)   |
| 28 | Capitoli - Pugno 138 - Distorsione (ねじれ?, Nejire) - Pugno 139 - Una gigantesca barriera (巨大バリア?, Kyodai baria) - Pugno 140 - Condotta vergognosa e base fondamentale (醜態と基本?, Shūtai to kihon) - Pugno 141 - Persistenza (不屈?, Fukutsu) - Pugno 142 - Risonanza (共鳴?, Kyōmei) - Pugno 143 - Verso l'abisso (深淵へ?, Shin'en e) - Extra - Olfatto (嗅覚?, Kyūkaku)                                                                                                  |                                         |                                                                                              |
| 29 | Recuperare le forze per un nuovo attacco 「捲土重来」 - Kendochōrai | 2 novembre 2023 ISBN 978-4-08-883742-0  | 11 aprile 2024 ISBN 978-88-287-8617-7 (ed. regolare) ISBN 978-88-287-8682-5 (ed. variant)    |
| 29 | Capitoli - Pugno 144 - Abyss (ABYSS?) - Pugno 145 - Pietre e diamanti (石とダイヤ?, Ishi to daiya) - Pugno 146 - Recuperare le forze per un nuovo attacco (捲土重来?, Kendochōrai) - Pugno 147 - Il comportamento da tenere (とるべき態度?, Torubeki taido) - Pugno 148 - Giove (木星?, Mokusei) / Jupiter, the Bringer of Jollity (Jupiter, the Bringer of Jollity?) - Pugno 149 - Silver Fang (シルバーフエング?, Shirubā Fuengu) - Pugno 150 - The Black Shine (THE BLACK SHINE?) |                                         |                                                                                              |
| 30 | Il più grande ostacolo 「最大の壁」 - Saidai no kabe | 4 marzo 2024 ISBN 978-4-08-883863-2     | 10 ottobre 2024 ISBN 979-12-21901-15-3 (ed. regolare) ISBN 979-12-219-0176-4 (ed. variant)   |
| 30 | Capitoli - Pugno 151 - Rinforzi (助太刀?, Sukedachi) - Pugno 152 - Sostanza tossica (劇物?, Gekibutsu) - Pugno 153 - Linea (一線?, Issen) - Pugno 154 - Imboscata (伏兵?, Fukuhei) - Pugno 155 - Maestro e allievo (師と弟子?, Shi to deshi) - Pugno 156 - Il più grande ostacolo (最大の壁?, Saidai no kabe) - Extra - King style (王の風格?, Kingu no fūkaku) |                                         |                                                                                              |

## Volumi 31-in corso
| Nº | Titolo italiano Giapponese 「Kanji」 - Rōmaji | Data di prima pubblicazione             | Data di prima pubblicazione                                                              |
| Nº | Titolo italiano Giapponese 「Kanji」 - Rōmaji | Giapponese                              | Italiano                                                                                 |
| 31 | Cannone definitivo a onde di movimento delle fiamme degli inferi 「煉獄無双爆熱波動砲」 - Rengoku musō bakunetsu hadō-hō | 4 luglio 2024 ISBN 978-4-08-884098-7    | 20 marzo 2025 ISBN 979-12-21913-65-1 (ed. regolare) ISBN 979-12-21913-66-8 (ed. variant) |
| 31 | Capitoli - Pugno 157 - Scacco (王手?, Ōte) - Pugno 158 - Confisca (没収?, Bosshū) - Pugno 159 - Cannone definitivo a onde di movimento delle fiamme degli inferi (煉獄無双爆熱波動砲?, Rengoku musō bakunetsu hadō-hō) - Pugno 160 - Risultati (成果?, Seika) - Pugno 161 - Punizione divina (神罰?, Shinbatsu)                                                                      |                                         |                                                                                          |
| 32 | Benedizione 「祝福」 - Shukufuku | 1º novembre 2024 ISBN 978-4-08-884267-7 | 7 agosto 2025 ISBN 979-12-21926-96-5 (ed. regolare) ISBN 979-12-21925-09-8 (ed. variant) |
| 32 | Capitoli - Pugno 162 - Bad Boys (BAD BOYS?) - Pugno 163 - 2 Bad (2BAD?) - Pugno 164 - Benedizione (祝福?, Shukufuku) - Pugno 165 - Spartiacque (分水嶺?, Bunsuirei) - Pugno 166 - Elemento di preoccupazione (不安要素?, Fuan yōso) - Pugno 167 - Il più grande eroe (最高のヒーロー?, Saikō no Hīrō) - Extra - Riflesso (反射?, Hansha)                                             |                                         |                                                                                          |
| 33 | 「二乗」 - Jijō – "Al quadrato" | 4 aprile 2025 ISBN 978-4-08-884479-4    | —                                                                                        |
| 33 | Capitoli (traduzioni letterali dei titoli) - Pugno 168 - Più forte di una montagna (神魔よりも?, Yama yori mo) - Pugno 169 - Pugni odiosi che feriscono gli dei (神に仇なす忌むべき拳?, Kami ni adanasu imubeki ken) - Pugno 170 - Male assoluto (絶対悪?, Zettai aku) - Pugno 171 - Al quadrato (二乗?, Jijō) - Extra - Le voci su Motile Suit (駆動騎士の噂?, Kudō Kishi no uwasa) |                                         |                                                                                          |
| 34 | 「夜明け」 - Yoake – "Crepuscolo" | 4 agosto 2025 ISBN 978-4-08-884676-7    | —                                                                                        |
| 34 | Capitoli (traduzioni letterali dei titoli) - Pugno 172 - I.O. (I.O.?) - Pugno 173 - Il risveglio degli dei (神々の目覚め?, Kamigami no mezame) - Pugno 174 - Crepuscolo (夜明け?, Yoake) - Pugno 175 - Guadagni (得たもの?, Eta mono) |                                         |                                                                                          |

## Capitoli non ancora in formatotankōbon
I seguenti capitoli non sono ancora stati stampati in formato tankōbon.
Questa lista è suscettibile di variazioni e potrebbe essere incompleta o non aggiornata.

- Pugno 176 - L'ultimo tipo in cui voglio imbattermi (会っちゃいけない奴?, Accha ikenai yatsu)
- Pugno 177 - Casa nuova (新居?, Shinkyo)
- Pugno 178 - Informazioni riservate (秘匿情報?, Hitoku jōhō)
- Pugno 179 - Bellezza (華?, Hana)
- Pugno 180 - Visitatore (訪問者?, Hōmon-sha)
- Pugno 181 - Epicentro (震源?, Shingen)
- Pugno 182 - Il soprannaturale e i suoi rischi (超常とリスク?, Chōjō to Risuku)
- Pugno 183 - Fallo fuori! (外でやれ!?, Soto de yare!)
- Pugno 184 - Testimoni (目擊?, Mokugeki)
- Pugno 185 - In mezzo alla confusione (取り込み中?, Torikomi-chū)
- Pugno 186 - Cuoio capelluto e attrito (頭皮と摩擦?, Tōhi to masatsu)
- Pugno 187 - Sconosciuto (未知数?, Michisū)
- Pugno 188 - Transazione (取引?, Torihiki)
- Pugno 189 - Scout (スカウト?, Sukauto)
- Pugno 190 - Update (アップデート?, Appudēto)
- Pugno 191 - Punto di svolta (曲がり角?, Magarikado)
- Pugno 192 - La farfalla e il ritorno (蝶と背中?, Chō to senaka)
- Pugno 193 - Valutazione (値打ち?, Neuchi)
- Pugno 194 - La prova della lama (試し斬り?, Tameshigiri)
- Pugno 195 - Cospirazione (謀?, Hakarigoto)
- Pugno 196 - Eroi (ヒーローたち?, Hīrō tachi)
- Pugno 197 - Level Up (強化?, Reberuappu)
- Pugno 198 - Mondi totalmente sconosciuti (全然知らない世界?, Zenzen shiranai sekai)
- Pugno 199 - Attacco rapido (速攻?, Sokkō)
- Pugno 200 - Quella persona (あの御方?, Ano okata)
- Pugno 201 - Il villaggio dei ninja (忍の里?, Shinobi no sato)
- Pugno 202 - Karma (宿業?, Shukugō)
- Pugno 203 - Come sei adesso (今のお前なら?, Ima no omae nara)
- Pugno 204 - Chiudi la chiamata (命拾い?, Inochibiroi)
- Pugno 205 - Dove si trova? (何処に?, Doko ni)
- Pugno 206 - Luci spente (白目?, Shirome)
- Pugno 207 - Bestie divine (神獣?, Shinjū)
- Pugno 208 - Febbre (フィーバー?, Fībā)
- Pugno 209 - Completamente ripreso (ぜんかい?, Zenkai)
- Pugno 210 - Neo Leaders (ネオリーダーズ?, Neo Rīdāzu)
- Pugno 211 - I più forti (猛者?, Mosa)
- Pugno 212 - Aura (たたずまい?, Tatazumai)
- Pugno 213 - Speciale (特別?, Tokubetsu)
- Pugno 214 - Compere (買いもの?, Kaimono)